# Земля Кемпа
67°30′ пд. ш. 57°30′ зх. д. / 67.500° пд. ш. 57.500° зх. д.
Земля Кемпа - вузька смуга території Антарктиди, в тому числі захоплює Берег Кемпа і простягається вглиб континенту. Згідно територіальним домаганням Австралії визначається: лежить між 56 ° 25 'східної довготи і 59 ° 34' східної довготи, і, як і в інших секторах Антарктики, вважається обмеженою паралеллю 60 ° південної широти. На сході вона обмежена Землею Мак-Робертсона і на заході Землею Ендербі. Земля Кемпа включає в себе одну велику групу островів, англ. Øygarden Group.
Максимальна висота Землі Кемпа становить 3346 футів (1019,9 м) над рівнем моря .
Земля названа в честь Пітера Кемпа, який, як повідомляється, на бризі Магнет виявив її у 1833 році . У 1930 році  експедиція BANZARE 
під керівництвом сера Дугласа Моусона в «Діскавері» окреслила берегову лінію від з'єднання з Землею Ендербі до з'єднання з Землею Мак-Робертсона. У 1936 році Берег був знову досліджений британським судном RRS William Scoresby  .